# لجان العمل الصحي
لجان العمل الصحي هي مؤسسة فلسطينية غير حكومية تهدف إلى تطوير الوضع الصحي في الضفة الغربية وقطاع غزة بتقديم خدمات طبية وعلاجية أولية وثانوية من خلال برامج تتناسب مع احتياجات التجمعات السكانية المستهدفة.

## التاريخ

### التأسيس
أسست عام 1985 بمبادرة من مجموعة من المتطوعين الفلسطينيين العاملين في القطاع الصحي وعملت في ذلك الحين تحت مسمى «اللجان الشعبية للخدمات الطبية»، وقدمت خدمات صحية تطوعية في المناطق المعزولة والفقيرة من خلال عيادات متنقلة. وفي عام 1986 تمكنت اللجان من تشغيل عيادتين رسميتين في كل من مخيم جباليا في قطاع غزة وبلدة إذنا في محافظة الخليل.
عملت اللجان في سياق الانتفاضة الفلسطينية (1997-1993) واتخذت مبادراتها الطبية طابعا سياسيا وتنمويا من خلال تنظيم عيادات متنقلة قدم فيها مئات المتطوعين من أطباء وممرضين خدمات إغاثة وطوارئ، ونظمت ما سمي بأيام العمل الصحي التي اتخذت طابعا جماهيريان كما ارتكز العمل على تنفيذ مشاريع صغيرة نسبيا مرتبطة بالعمل الأهلي. نجحت في تلك لفترة في إقامة نحو 45 عيادة دائمة لتقديم الرعاية الصحية الأولية وخدمات الطوارئ. في وقت لاحق، وسّع نطاق هذه الخدمات ليشمل برامج وخدمات الصحية برنامج الصحة المدرسية، وبرنامج صحة المرأة، وخدمات المختبرات، وخدمات صحة الأسنان.

### بعد قيام السلطة الفلسطينية
مع بداية التسعينات أصبحت لجان العمل الصحي تتحول بالتدريج إلى مؤسسة طبية احترافية، مع الحفاظ على طابع المؤسسة الجماهيرية، وبعد اتفاق أوسلو وتأسيس السلطة الفلسطينية ووزارة الصحة الفلسطينية، أعيد تنظيم اللجان بما يتناسب مع الوضع الجديد، فأغلق عدد من العيادات والمستوصفات من أجل التركيز على تطوير عدد محدود من المراكز.
في فترة الانتفاضة الثانية نشطت لجان العمل الصحي بفرعيها في تقديم خدمات الإسعاف والطوارئ والتعويض عن عجز وزارة الصحة الفلسطينية في فترة الاشتباكات والحصار.
قانونيا انفصلت اللجان إلى إدارتين منفصلتين، واحد تعمل في الضفة الغربية تحت أسم «مؤسسة لجان العمل الصحي»، واحدة في قطاع غزة تحت اسم «اتحاد لجان العمل الصحي».

## ملاحقات إسرائيلية وإغلاق
تعرضت مؤسسة لجان العمل الصحي إلى ملاحقات ومضايقات من سلطات الاحتلال الإسرائيلية التي هاجمت عياداتها واقتحمت مقرها في رام الله بصورة متكررة على بزعم ارتباط المؤسسة بالجبهة الشعبية لتحرير فلسطين.
- في 7 أيار 2015 أغلقت سلطات الاحتلال مقر مؤسسة لجان العمل الصحي في بلدة شعفاط «بموجب قانون منع الإرهاب للعام 1948 وبعد الإقتناع أن هذا المكان يستخدم في نشاطات إرهابية».[3]
- في 10 حزيران 2016 تعرض مركز الطوارئ التابع للمؤسسة في الخليل إلى إطلاق قنابل غاز مسيل للدموع من طرف الجيش الإسرائيلي المتمركز عند حاجز قريب، ما أدى إلى إصابة عدد من الموجودين فيه بالاختناق، وقد تعرضت هذه العيادة في الماضي بصورة متكررة لاعتداءات مشابهة حيث اقتحمت لأكثر من مرة وتعرضت لإطلاق قنابل الغاز بداخلها ولرشها بالمياه العادمة، كما تتعرض طواقمها للمضايقات والمنع من الحركة.[4]

- في تشرين أول 2019 اقتحم قوة من الجيش الإسرائيلي مقر إدارة مؤسسة لجان العمل الصحي في في حي سطح مرحبا رام الله واعتقلت مديرها المالي.[5]
- في فجر 8 آذار 2021 اقتحمت قوة إسرائيلية مقر المؤسسة بصورة عنيفة وفتشت المكان لساعات ودمرت محتوياته وصادرت أقراص التخزين من جميع الحواسيب الموجودة، واعتقلت في ذات الليلة تيسير أبو شريك، الموظف في قسم المحاسبة، من منزله في رام الله.[6]
- في 8 حزيران 2021 اقتحمت قوة إسرائيلية مقر إدارة المؤسسة وخربت بعض محتوياته وصادرت أجهزة حاسوب، وأغلقت شقق المقر بألواح معدنية صلبة علّق عليها نص قرار بإغلاقها لمدة ستة أشهر، «لأسباب أمنية».[7] وقد نددت منظمة العفو الدولية بإغلاق المؤسسة، مشيرة إلى عواقب هذا العمل الوخيمة على احتياجات الفلسطينيين الصحية في الأراضي المحتلة، خاصة توقف برنامج «صحة المرأة» الذي كان مكانه في المقر الرئيسي، واعتبرت إغلاق المقر جزءا من هجوم أوسع تشنه إسرائيل ضد منظمات المجتمع المدني الفلسطينية.[8]
- في 7 تموز 2021 اعتقلت قوة من جيش الاحتلال الإسرائيلي مديرة المؤسسة في الضفة الغربية، شذى أبو عودة، وصادرت سيارتها.[9]
- في 17 تشرين ثاني 2021 أصدرت محكمة عسكرية إسرائيلية حكما بسجن الإسبانية خوانا رشماوي بعد إدانتها بتمويل «لجان العمل الصحي» التي حظرتها إسرائيل معتبرة أنها ذراع مدنية للجبهة الشعبية لتحرير فلسطين.[10]

## الهيكل التنظيمي والمراكز الصحية

### اتحاد لجان العمل الصحي في غزة
هو فرع لجان العمل الصحي في قطاع غزة ويعمل بصفة مؤسسة قانونية مستقلة، ويدير مستشفى وعدة مراكز صحية ومجتمعية في القطاع.

#### مستشفى العودة
هو أكبر المرافق الصحية التابعة للاتحاد. بدئ العمل في بنائه عام 1992 وافتتح عام 1997 بسعة 53 سرير وبمساهمة من المجتمع المحلي فاقت الـ75% من تكلفة إنشائه. في عام 2015 وسّع المستشفى ليبلغ عدد الأسرة الـ77 سريرا في الأوقات العادية والـ100 في أوقات الطوارئ، وهو المستشفى الوحيد الذي يقدم خدمات طب نسوي وولادة، وعمليات جراحة مسالك بولية في منطقة شمال قطاع غزة.

#### مراكز صحية
يدير الاتحاد عدة مراكز صحية في القطاع تأسس معظمها في فترة الانتفاضة الفلسطينية الأولي للمساهمة في إيجاد بدائل للخدمات الصحية عن الخدمات المقدمة في المراكز الحكومية والتي كانت تحت سيطرة الاحتلال، حيث كان الناشطون المصابون يتعرضون للاعتقال وأثناء تلقيهم العلاج في المستشفيات والمراكز الصحية الحكومية. تقدم هذه المراكز خدمات الطواريء والرعاية الأولية، وتضم كذلك عيادات متخصصة ومراكز فحص وصيدليات، كما تقدم المراكز المجمعية برامج وخدمات تربوية ونفسية ومهنية وأخرى متعلقة بالتثقيف الصحي وحقوق الإنسان، وترعى المبادرات الثقافية الشبابية في مناطقها.
- مركز اللحيدان (العصرية) الصحي والمجتمعي، جباليا: أ افتتح عام 1986
- مركز القدس الصحي، بيت حانون: افتتح عام 1989
- مركز الخيرية الصحي والمجتمعي، النصيرات، افتتح عام 1989
- مركز العودة الصحي، رفح: افتتح عام 1989، ويضم مركز ريتشل خوري المجتمعي الذي أسس عام 2003
- مركز العودة الصحي، غزة: افتتح عام 2010

#### صندوق مساندة المريض
يعمل الصندوق على توفير خدمات مجانية ومخفضة لغير القادرين على دفع التكاليف، وخاصةً مصروفات العمليات الجراحية بشكل عام والعمليات الجراحية التخصصية غير المتوفرة في مستشفيات وزارة الصحة بشكل خاص، بالإضافة لخدمات الولادة والطوارئ والخدمات المساندة من أشعة ومختبر. ويمول الصندوق بدعم المؤسسات المانحة المحلية والدولية، وعلى التبرعات الفردية. وتشرف على منح الصندوق «لجنة مساندة المستشفى» التي تتألف من شخصيات مجتمعية وقيادات مجتمع محلي ووجهاء ومخاتير المنطقة الشمالية، وتنبثق عنها لجنة مصغرة هي «لجنة مساندة صندوق المريض» التي تعرض عليها الحالات المحتاجة.

### مؤسسة لجان العمل الصحي، الضفة الغربية
هو فرع لجان العمل الصحي في الضفة الغربية ويعمل بصفة مؤسسة قانونية مستقلة، ويدير مستوصفا وعدة مراكز صحية ومجتمعية. تدير المؤسسة عدة مراكز طبية وعيادات ثابتة ومتنقلة، ومراكز مجتمعية، وتنظم مبادرات طبية ومجتمعية متنوعة.

#### مراكز طبية
- مستوصف الشفاء التخصصي، طوباس، افتتح عام 1996
- المجمع الطبي، البلدة القديمة في نابلس: بدأ العمل في نابلس عام 1987 في عيادات متنقلة في حارات البلدة القديمة، ثم انتقلت العمل إلى الموقع الحالي في شارع السوق التجاري عند البوابة الشمالية
- مركز عورتا الصحي، أسس عام 1989
- مركز سالم الصحي، أسس عام 1988
- مركز قلقيلية الصحي، أسس عام 1990 ووسع عام 2004 ليشمل خدمات طبية متخصصة في موقعه الجديد
- مركز دنيا لتشخيص أورام الثدي والنسائية، رام الله أسس عام 2011
- مركز المزرعة الشرقية، أسس عام 1989، ووسع عام 2009 ليشمل خدمات طبية متخصصة في موقعه الجديد
- مركز كفر نعمة الصحي، أسس عام 1989 مركز بيت ساحور الطبي، أسس عام 1988
- مركز حلحول الصحي، أس عام 1996 ليكون غرفة طوارئ، وتوسع عام 2004 ليقدم خدمات متخصصة في موقعه الجديد
- مركز سعير الصحي، أسس عام 2006 مركز طوارئ الخليل، أسس عام 2001 في المنطقة المسماة (H2) بالقرب من الحرم الابراهيمي، حيث يبلغ عدد سكان المنطقة قرابة (40000) نسمة، وتفتقر المنطقة إلى الخدمات الصحية، وهي منطقة محاصرة بالمستوطنات والمناطق الامنية وهي تعاني من الاكتظاظ السكاني الكبير.
- مركز الباذان الصحي، افتتح عام 1989 في قرية وادي الباذن شمال شرق نابلس

## روابط خارجية
- موقع مؤسسة لجان العمل الصحي (الضفة الغربية)
- موقع اتحاد لجان العمل الصحي (قطاع غزة)